# Fuente el Fresno
Fuente el Fresno ist eine Gemeinde mit 3.047 Einwohnern (Stand: 2024) in der spanischen Provinz Ciudad Real der Autonomen Region Kastilien-La Mancha.

## Lage
Fuente el Fresno befindet sich etwa 38 Kilometer nordnordöstlich von Ciudad Real in einer Höhe von ca. 690 m. Sie gehört zur  Sierra de Malagón und zu den Montes de Toledo. Im Gemeindegebiet befindet sich ein Teil des Vulkangebiets von Campo de Calatrava.

## Bevölkerungsentwicklung
| Jahr      | 1970 | 1981 | 1991 | 2001 | 2011 | 2021 |
| Einwohner | 4125 | 3652 | 3546 | 3529 | 3650 | 3141 |

## Sehenswürdigkeiten

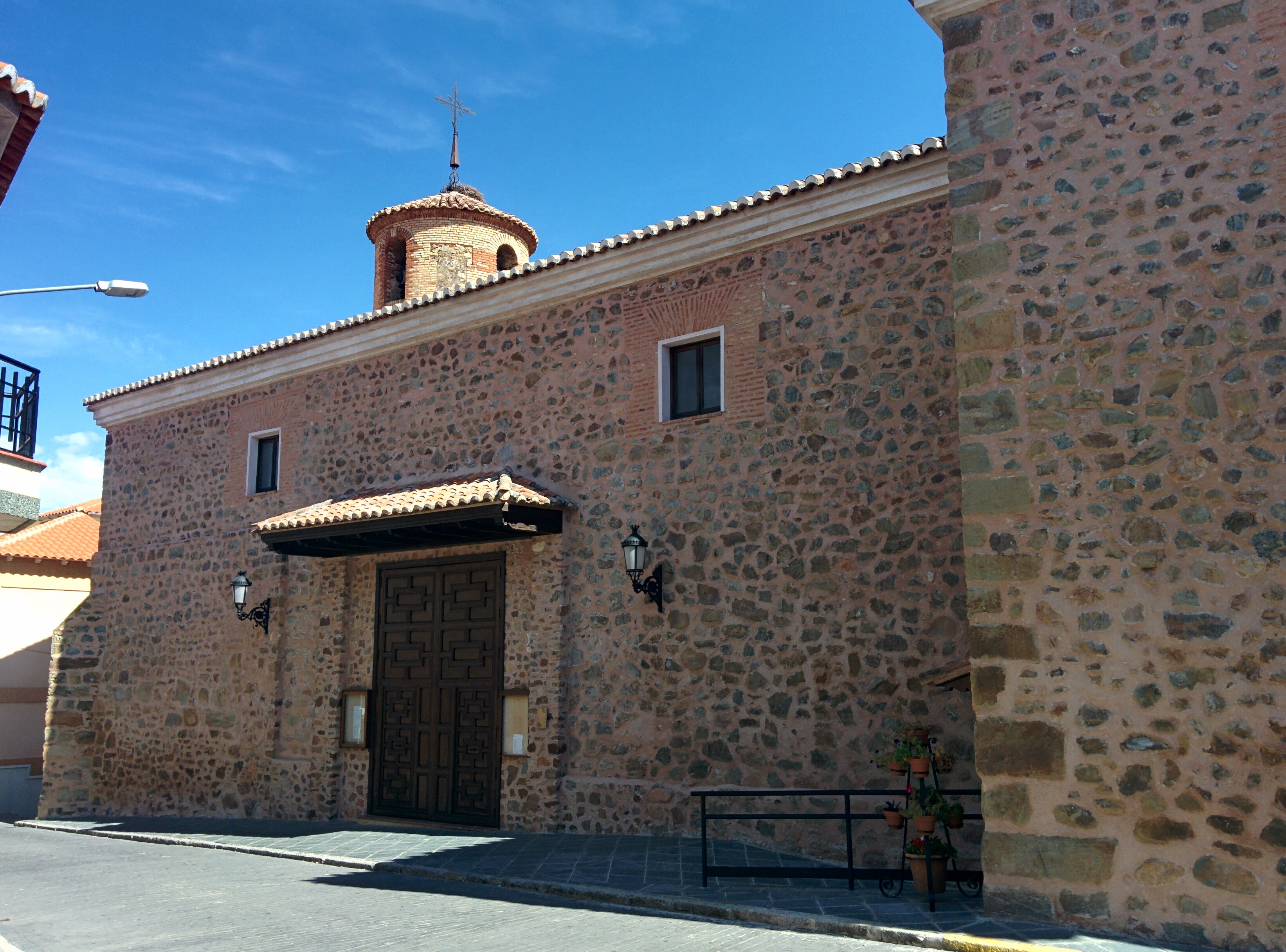
Kirche Santa Quiteria
- Marienkapelle
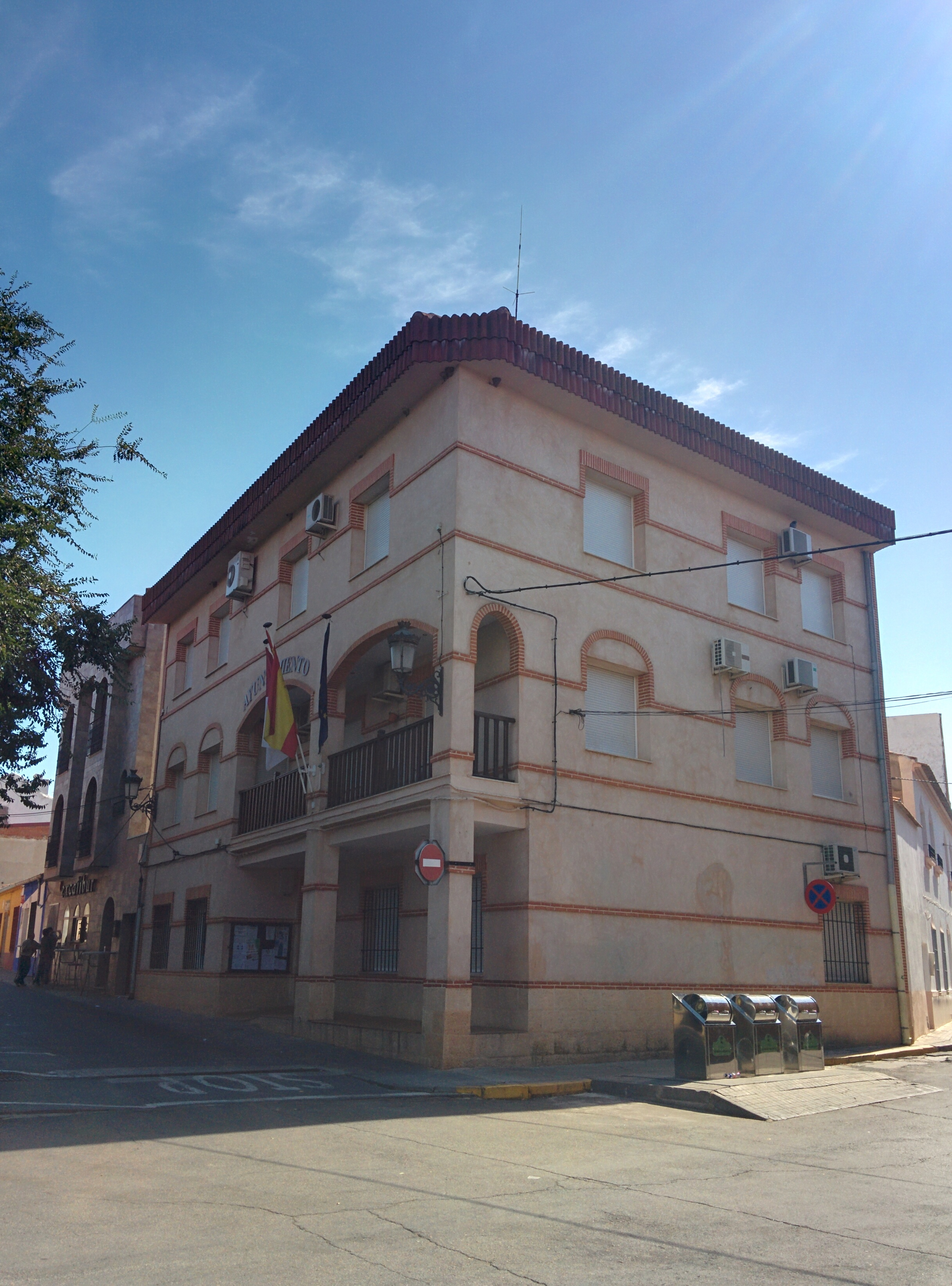
Rathaus

- Kirche Santa Quiteria
- Rathaus

## Persönlichkeiten
- Luis Rodriguez (* 1948), Produzent
- Julián Infante (1957–2000), Gitarrist (Tequila, Los Rodríguez) und Komponist
- Arturo Mora (* 1987), Radrennfahrer